# 馬貴斯礁島群
馬貴斯礁島群（英語：Marquesas Keys）是一個無人島群，位於佛羅里達州基韋斯特以西50公里（30英里）。

## 概述
直徑6公里（4英里），有紅樹林。它是佛羅里達州門羅縣直轄地區。被劃歸基韋斯特國家野生動物保護區。1980年被用作軍隊射擊練習場。馬貴斯礁島群亦以極其適合游釣而聞名。

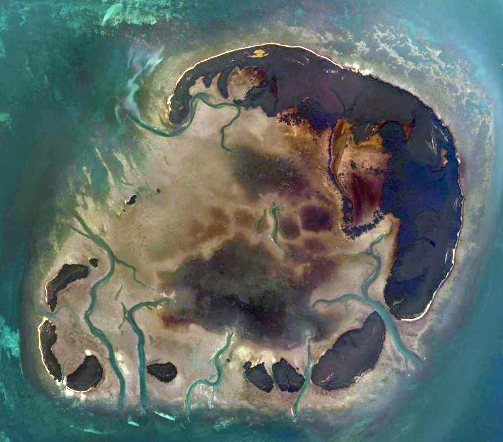
馬貴斯礁島群的衛星圖像

包括潟湖在內的總面積29.37平方公里。根據美國人口調查局的數據顯示，陸地面積6.58平方公里（準確來說為6,579,703平方米），被陸地包圍的水域面積為0.17平方公里（165,744平方米），合6,75平方公里（6,745,447平方米），其中未計算與公海相連的的水域面積。
馬貴斯礁島群是佛羅里達礁島群的一部份，10公里（6英里）長的波卡格兰德海峡將它與東部的其餘部份分開了，其西端是騾礁島群。乾龜群島在馬貴斯礁島群以西60公里（36英里）處。
馬貴斯礁島群以西10公里（6英里）處是丽贝卡浅滩。

## 名稱
馬貴斯礁島群的中央潟湖叫做“穆尼港”（Mooney Harbor）。其最大的礁島位於最北方，有一條帶狀沙灘和一片紅樹林，過去稱為“入口礁島”，它環繞著北部和東部的潟湖。在它南方的是“海鸥礁島”、“门尼港礁島”和西南角4個未命名的礁島。以前的一些資料顯示其中兩個曾被稱作“畢顿岛”和“环岛”。